# Dydoe

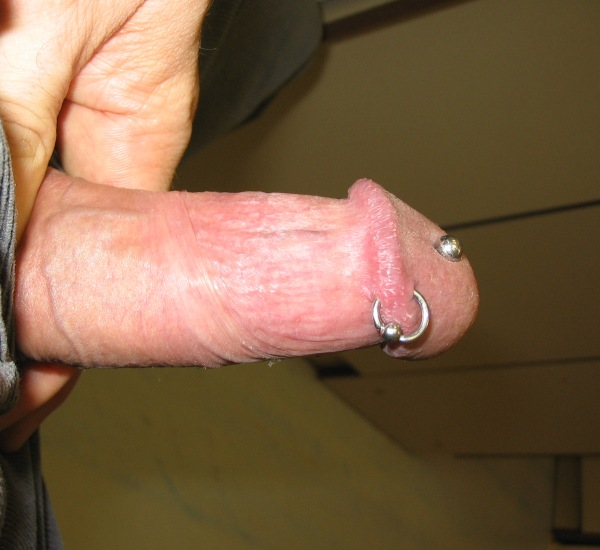
Dydoe piercing s kroužkem

Dydoe je mužský genitální piercing okraje žaludu. Okraj žaludu musí být dostatečně vystouplý, aby se v něm tento piercing měl šanci udržet. Výhodu tak mají obřezaní muži.
Jako šperky se používají banány a kroužky.
Doba hojení cca 6–18 měsíců, těsně po píchnutí může několik dní krvácet.